# Reno Bighorns (1978-1979)
I Reno Bighorns sono stati una franchigia di pallacanestro della WBA, con sede a Reno, nel Nevada, attivi nella stagione 1978-79.
Terminarono il loro unico campionato con un record di 28-20. Nei play-off arrivarono alla finale, dove persero con i Tucson Gunners per 4-3. Scomparvero alla fine della stagione.

## Stagioni
| Stagione | Lega | Denominazione | V  | P  | %    | Piazzamento | Play-off |
| -------- | ---- | ------------- | -- | -- | ---- | ----------- | -------- |
| 1978-79  | WBA  | Reno Bighorns | 28 | 20 | 58,3 | 3º          | Finale   |